# 島袋俊夫
島袋 俊夫（しまぶく としお、1952年（昭和27年）10月26日 - ）は、日本の政治家。沖縄県うるま市長（3期）、うるま市議会議員（1期）、具志川市議会議員（4期）などを歴任した。また、県内9市の保守系市長で構成された市長連合「チーム沖縄」のメンバーである。

## 来歴
琉球政府具志川市（現・沖縄県うるま市天願）出身。1976年（昭和51年）3月、沖縄国際大学短期大学部経済科卒業。
1990年（平成2年）、具志川市議会議員に就任。具志川市議4期目中の2005年（平成17年）4月1日、具志川市は、石川市・勝連町・与那城町と合併してうるま市となったため消滅した。2005年4月からはうるま市議会議員となる。2006年（平成18年）10月8日のうるま市議選で当選。
2009年（平成21年）4月19日に行われたうるま市長選挙に自由民主党の推薦を受けて無所属で立候補。いずれも新人の3候補を退け初当選。5月15日、市長就任。
2013年（平成25年）4月、無投票で2期目の当選。
2017年（平成29年）4月23日、8年ぶりに実施されたうるま市長選挙において、社民、共産、社大、自由、民進の推薦を取り付けた前県議を破り3選。
2019年1月18日、辺野古埋立ての賛否を問う県民投票について不参加を正式に表明した。不参加を表明していた他の保守系市長の会「チーム沖縄」の宜野湾、宮古島、沖縄、石垣の市長についでこれで5市となり、全有権者の約3割が投票が危ぶまれることとなった。「多様な意思を表現できない投票制度は表現の自由の侵害ではないか」と「4択とするよう再検討してほしい」と主張した。
2020年10月18日、病気治療に専念するため次年度の市長選に立候補しないことを明らかにした。
2022年11月3日、秋の叙勲において、旭日中綬章を受章した。